# Number 1’s (DVD)
A #1’s Mariah Carey amerikai énekesnő hatodik DVD/videokiadványa. Azoknak a daloknak a videóklipjei szerepelnek rajta, amelyek az énekesnő karrierjének első évtizedében listavezetők lettek az amerikai Billboard Hot 100 slágerlistán. Ezek közül tizenhárom szerepelt az előző évben megjelent azonos című válogatásalbumon is, a tizennegyedik, a Heartbreaker a válogatásalbum megjelenése után érte el az első helyet a slágerlistán. Egy hónappal a DVD megjelenése után Carey következő kislemeze, a Thank God I Found You is első helyezést ért el.
Az énekesnő első albumán szereplő Vision of Love, Love Takes Time és Someday című számoknak nem a hivatalos videóklipje szerepel a DVD-n – ezeket Carey nem kedveli és többször nyilvánosan is kritizálta –, hanem koncertfelvételek korábbi videokiadványokról.
A #1’s DVD 2008-ban újra megjelent, a két DVD-ből álló Mariah Carey: DVD Collection című kiadvány részeként, a Fantasy: Mariah Carey at Madison Square Garden című kiadvánnyal. Ez rövidebb változat, a bevezetők nem szerepelnek rajta.

## Program
1. Program Start
2. Heartbreaker (feat. Jay-Z)
3. My All
4. Honey
5. Always Be My Baby
6. One Sweet Day (a Boyz II Mennel)
7. Fantasy (feat. O.D.B.)
8. Hero¹
9. Dreamlover
10. I’ll Be There (featuring Trey Lorenz)²
11. Emotions
12. I Don’t Wanna Cry
13. Someday¹
14. Love Takes Time¹
15. Vision of Love³
16. End Credits
17. Heartbreaker (Remix) videóklip (feat. Da Brat & Missy Elliott)

¹a Mariah Carey videokiadványról

²az MTV Unplugged +3 videokiadványról

³a Fantasy: Mariah Carey at Madison Square Garden videokiadványról
Bónuszanyagok
1. Interaktív menü
2. Életrajz
3. Promóciós videóklip

## Helyezések
| Slágerlista                   | Legmagasabb helyezés | Minősítés    | Elkelt példányszám |
| ----------------------------- | -------------------- | ------------ | ------------------ |
| Francia zenei DVD-slágerlista |                      | Platinalemez | 20 000             |
| USA Billboard Top Music Video | 15                   | Platinalemez | 100 000            |